# Sohail Warraich
Sohail Warraich (* 8. November 1962; Urdu سہیل وڑایچ) ist ein pakistanischer Journalist, Fernsehmoderator, Analyst und Medienpersönlichkeit.

## Leben
Warraich wurde in Jauharabad, Khushab Distrikt, Punjab geboren. Er gehört dem Warraich Clan der Jat an. Sohail Warraich hat mehrere Brüder, die als Unternehmer tätig sind. Sohail Warraich stammt aus einfachen Verhältnissen. Warraich hat einen Masterabschluss in englischer Literatur von der Universität Punjab Campus Lahore erworben. Seine journalistische Karriere begann er 1985 bei GEO TV. Er gilt als populärster Fernsehmoderator von GEO TV. Seine hohe Popularität geht auf die Sendung Ek Din Geo k Sath zurück, die Interviews mit pakistanischen Prominenten führt. Für das Interview besucht Warraich die Prominenten in ihrem Haus. In einigen Sendungen hat Warraich auch Interviews mit hochrangigen Politikern wie Asif Ali Zardari geführt. Außerdem moderierte Warraich die politische Talkshow Left Right in der Politiker mit verschiedenen Ansichten eine Diskussion führten. Außerdem moderierte er die TV-Show Meray Mutabiq eine Talkshow in der Warraich die aktuelle politische Situation in Pakistan analysierte. Zusätzlich traten auch die bekannten Journalisten Hassan Nizar und Iftikhar Ahmed in der Talkshow auf. Bei den Parlamentswahlen in Pakistan 2013 trat er als Moderator auf und interviewte Kandidaten und Wähler. Im Januar 2017 trat er Dunya News als Executive Director bei. Sohail Warraich hat außerdem zwei Bücher veröffentlicht wie zum Beispiel Wer ist der Verräter?, das sich mit den Umständen beschäftigt, die zum Militärputsch in Pakistan 1999 führten. Für das Buch führte er auch ein Interview mit Nawaz Sharif der viele Details aus seinem Leben und politischer Karriere bekanntgab. Warraich veröffentlichte das Buch nach drei Jahren intensiver Arbeit. Ein weiteres Buch, das Warraich veröffentlicht hat, ist Wer ist der Mörder?. Sohail Warraich ist als Journalist für seine direkten und kritischen Fragen, Sarkasmus und Humor bekannt. Er ist deswegen häufig Gegenstand von Parodien. Sohail Warraich hat in seiner journalistischen Karriere Interviews mit vielen hochrangigen Persönlichkeiten Pakistans geführt.